# Сеннефер
Сеннефер (*XV ст. до н. е. ) — давньоєгипетський державний діяч XVIII династії, верховний жрець Ра у Геліополі та верховного жерця Птаха у Мемфісі за правління фараона Тутмоса III.

## Життєпис
Походив з місцевої знати Геліополіса. Розпочав кар'єру за часів Хатшепсут, яка сприяла отриманню посаду верховного жерця Ра. Після смерті Птахмоса I обійняв посаду верховного жерця Птаха в Мемфісі. Більшу частину діяльності припало на часи самостійного володарювання фараона Тутмоса III. Останній призначив Сеннефера на посаду начальника над усіма пророками Єгипту.
Фараон продовжив політику балансування влади жрецтва з впливовим верховним жерцем Амона, який до того зазвичай обіймав вищі посади. Завдяки цьому Сеннефер, продовжуючи політику Птахмоса I, зумів відновити вагу мемфіського жрецтва в Єгипті.
Підтримка Сеннефером фараона сприяла зміцненню позицій Тутмоса III в Єгипті, що дозволило тому здійснювати активну зовнішню політику. Помер Сеннефер ще за життя Тутмоса III. На посаді його змінив Рехмір.
Поховано у гробниці в некрополі Седмент.

## Родина
- Шеріт-Ра, дружина Небнахта, жерця Херішеф